# سیاست‌های دایاسپورا

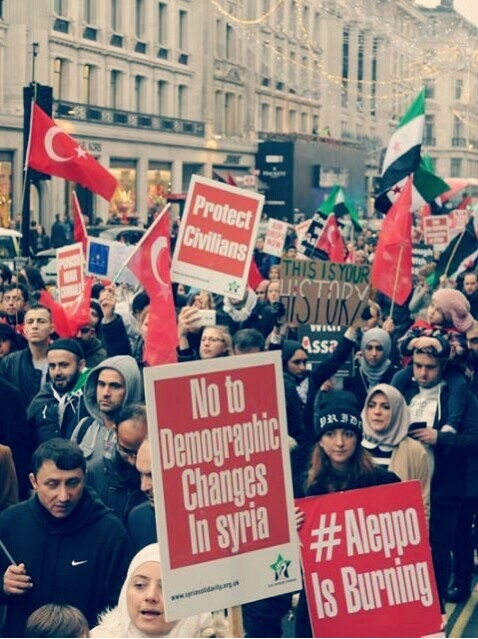
«نه به تغییرات جمعیتی در سوریه» - اعتراض لندن.

منظور از سیاست‌های دیاسپورا، رفتار سیاسی دیاسپوراهای قومی فراملی، رابطه آنها با سرزمین مادری و دولتهای میزبانشان و نقش مؤثر آنها در مخاصمات قومیتی است. مطالعه سیاستهای دایاسپورا، بخشی از رشته گسترده‌تر مطالعات دایاسپوراست. برای فهم سیاست‌های یک گروه دیاسپورایی، باید نخست زمینه تاریخی و دیگر زمینه-های مرتبط آن را شناخت.
یک گروه دیاسپورایی، یک اجتماع فراملی است که خود را به عنوان یک گروه قومی خاص و دارای هویت مشترک تعریف می‌کند و نتیجه مهاجرت تاریخی افراد از یک سرزمین اصلی است. در حالت مدرن آن این مهاجرتها می‌تواند از نظر تاریخی مستند و مرتبط با یک قلمرو جغرافیایی مشخص قلمداد گردد ولی اینکه آیا یک قلمرو واقعاً به گروه قومی خاصی تعلق دارد یا نه، خود یک موضوع سیاسی است؛ و هر چه مهاجرت قدمت بیشتری داشته باشد، شواهد کمتری در مورد آن وجود دارد. برای مثال، سرزمین مادری و مسیر مهاجرت رومی‌ها هنوز به طور دقیق مشخص نشده‌است. گروههای دایاسپورایی دارای هویت خود تعریف (self-identified diasporas)، به دلیل داشتن پیوندهای قومی و فرهنگی با سرزمین مادری شان، اهمیت زیادی به آن می‌دهند؛ بویژه اگر سرزمین مادری شان اشغال یا از بین رفته باشد. این احساس باعث حرکت‌های ملی و قوم گرایانه در میان تعدادی از گروههای دیاسپورایی
شده‌است و غالباً منجر به تأسیس یک سرزمین مستقل می‌گردد؛ ولی حتی در صورت تأسیس چنین سرزمینی، به ندرت تمامی جمعیت دیاسپورا به آن سرزمین باز می‌گردند و جمعیت باقی‌مانده آنها عمدتاً، احساس تعلق عاطفی شان را با مردم سرزمین مادری خود و گروههای قومی آن ادامه می‌دهند.
متفکران در حال حاضر جوامع دیاسپورای قومی را به عنوان یک ویژگی غیرقابل اجتناب و همیشگی در سیستم بین‌المللی می‌دانند. در این رابطه یوسی شین (Yossi Shain) و تامارا کافمن (Tamara Cofman) معتقدند:
- در هر یک از کشورهای دارای جمعیت‌های دیاسپورا (جوامع دور از وطن را دیلسپورا گویند)، آنها می‌توانند بر نفوذ سیاسی خود بیفزایند.
- یک گروه دیاسپورا می‌تواند با در نظر گرفتن حساسیت‌های مرتبط با موضوعات خود، فشار زیادی را بر عرصه داخلی سیاست‌های سرزمین مادری‌اش اعمال کند.
- و در آخر اینکه، یک اجتماع فراملی دیاسپورایی قدرت تأثیرگذاری بر سیاستهای دولتی سرزمین مادری یا کشور میزبان خود را از طریق به کارگیری سازمان های بین‌المللی یا دولت‌های دیگر را دارا می‌باشد؛ بنابراین گروههای دیاسپورایی را می‌توان دارای یک موجودیت سیاسی فراملی فرض نمود که به جای تمام ملت خود عمل می‌کنند و این توانایی را دارند که مستقل از هر دولتی (چه در کشور اصلی شان و چه دولتهای میزبان آنها) فعالیت کنند.